# Piffche
Ein Piffche (auch Pfiffche oder Piffchen) ist eine im Rheingau und Rheinhessen – hier vor allem in Mainz und Worms – benutzte Volumenmaßeinheit für Wein. Sie entspricht 0,1 Liter und ist damit die kleinste Maßeinheit für dieses Getränk.
Die Herkunft des Namens ist unklar. Möglicherweise leitet sich das Wort aus dem alten Hohlmaß Pfiff ab. Eine andere Erklärung lautet, dass diese verhältnismäßig kleine Menge Wein wie ein kurzer Pfeiflaut sei oder in dieser Zeit getrunken werden könne.
Nicht bestätigt, aber auch wahrscheinlich ist die Vermutung, dass während der Besatzung von Mainz und Rheinhessens nach Napoleon Anfang des 19. Jahrhunderts die Einhaltung der Sperrstunde in den Gaststätten von Wachtleuten überwacht wurde. Der guten Ordnung halber – und vielleicht auch, um selbst noch einen kleinen Dämmerschluck zu nehmen – pfiffen diese mit ihrer Signalpfeiffe bevor sie die Kneipen betraten. Dies bedeutete für alle Gäste im Umkreis: wir können die Zeit nach dem Pfiff – das 'Piffche' – noch nutzen, um sich ein letztes kleines Gläschen zu genehmigen.